# Sant Roc (Vilademuls)
El Sant Roc és un cim de 250 metres que es troba al municipi de Vilademuls, a la comarca del Pla de l'Estany.